# William Thomas Harbaugh Brooks
William Thomas Harbaugh Brooks (né le 28 janvier 1821 à Lisbon, État de Ohio, et mort le 19 juillet 1870 à Huntsville, État de l'Alabama) est un major général de l'Union Army. Il est enterré à Huntsville, État d'Alabama.

## Avant la guerre
William Thomas Harbaugh Brooks sort diplômé de West Point en 1841.
Il est breveté second lieutenant le 1er juillet 1841 dans le 3rd U.S. Infantry et est promu à ce grade le 31 janvier 1842. Affecté à la frontière dans l'Ouest, il participe aux guerres séminoles. Il reste en Floride jusqu'en 1843.
Il est promu premier lieutenant le 21 septembre 1846.
Il participe à la guerre américano-mexicaine. Il est breveté capitaine le 23 septembre 1846 pour bravoure et conduite méritoire lors de plusieurs engagements lors de la bataille de Monterrey. Il est breveté commandant le 20 août 1847 pour bravoure et conduite méritoire lors de la bataille de Contreras et lors de la bataille de Churubusco. Il réalise la reconnaissances des ouvrages lors des batailles de Cerro Gordo et de Contreras. Il participe ensuite à la bataille de Mexico. Il finit la guerre dans l'état-major du brigadier général David E. Twiggs et reste à ce poste jusqu'en 1851.
Il est promu capitaine le 10 novembre 1851.
En 1856, il souffre de problèmes urinaires. Dans une de ses lettres, envoyée de fort Defiance, il écrit qu'il n'a pu sortir pour une campagne en raison de frissons et d'une fièvre

## Guerre de Sécession
William Thomas Harbaugh Brooks est capitaine au fort Hamilton dans l'État de New York lorsque la guerre éclate. Ses problèmes de santé s'aggravent à cette époque. Il est absent quatre mois de son régiment pour subir une opération. Il est nommé brigadier général des volontaires le 28 septembre 1861. Il commande alors la 2nd brigade de la 2nd division du IVe corps.
Il est promu commandant dans le 18th U.S. Infantry le 12 mars 1862.
Il participe à la campagne de la Péninsule. Il est légèrement blessé à la jambe le 29 juin 1862 lors de la bataille de Savage's Station,. Il participe à la bataille des Sept Jours. Il est de nouveau blessé le 17 septembre 1862 lors de la bataille d'Antietam par une balle qui l'atteint au visage,.
Lors de la bataille de Fredericksburg, il commande la 1st division du VIe corps au sein de la grande division de gauche. Il est sous les ordres du général William Farrar Smith. Le major général Ambrose Burnside rend partiellement coupable Brooks de la défaite de Fredericksburg. Il tente alors vainement de le renvoyer des services fédéraux. Brooks s'engage alors dans une querelle intense avec Burnside, ce qui lui coûtera à terme sa carrière. Après la Mud March, Burnside envoie des courriers secrets au président Abraham Lincoln où, dans son General Orders Number 8, il émet à l'encontre de Brooks des « critiques contre la politique du gouvernement »,
Il participe à la bataille de Chancellorsville. Il est nommé major général des volontaires le 10 juin 1863. En juin 1863, il prend le commandement du département de Monongahela stationné à Pittsburg. À partir d'avril 1864, il commande la 1st division du XVIII corps de l'armée de la James. Il participe à la bataille de Cold Harbor. Il commande le X corps de l'armée de James au début de la campagne de Petersburg. Il participe à la bataille de Petersburg.
Pour les problèmes de santé, il demande à démissionner. Sa nomination de major général des volontaires est révoquée le 14 juillet 1864 et quitte le service actif des volontaires à cette date.

## Après la guerre
William Thomas Harbaugh Brooks s'installe à Huntsville en Alabama en tant que fermier. Entre son arrivée à Huntsville et août 1867, il perd 15 kilogrammes, et revient à son poids de sortie de West Point soit 81 kilogrammes. Il est accueilli dans la communauté comme un ancien ennemi aimable et estimé. Il meurt d'une nouvelle crise urinaire.